# Kromlek
Kromlek est un groupe de pagan metal allemand, originaire de Schweinfurt, en Bavière. Le groupe est initialement formé en 2004 sous le nom de Puritan Disbelief, avant de changer pour Kromlek en 2005. En fin d'année, le groupe signe un contrat avec le label Trollzorn Records, et publie un EP intitulé Kveldriður. En mars 2007, le groupe publie son premier album studio, Strange Rumours… Distant Tremors. En avril 2011 sort leur deuxième album, Finis Terrae, avant de se séparer un an plus tard, en 2012, à cause de divergences d'opinions.

## Biographie
En mars 2004, le groupe de black metal Puritan Disbelief se compose de Draugh, Rico, Galt, Mr. Alphavarg, le nouveau guitariste Nhévann et le claviériste Hrísdólgr (Unhold aus dem Unterholz), qui décideront de dissoudre le groupe pour former Kromlek. 
Au début de 2005, la première apparition majeure du groupe s'effectue au Newcomer Festival de Schweinfurt. Le bassiste Rico quitte le groupe, qui doit jouer sans bassiste. En fin d'année, le groupe signe un contrat avec le label Trollzorn Records, et publie un EP intitulé Kveldriður. Pendant l'enregistrement de l'EP, le guitariste Draugh quitte le groupe, et est rapidement remplacé par Foradh. 
En février 2007, le groupe est confirmé pour le festival Up from the Ground, qui prendra place les 24 et 25 août à Gemünden. En mars 2007, le groupe publie son premier album studio, Strange Rumours… Distant Tremors. À cette période, Kromlek joue avec Geigerin Aoife (Aoife) pendant quelques concerts. En été 2008, le chanteur Mr. Alphavarg  quitte le groupe en raison de divergences artistiques avec le groupe. Cependant, il revient en avril 2009. En raison de ses études, le batteur Schlagzeuger Christoph quitte le groupe en mai 2009, et est remplacé par un certain Julian âgé de 17 ans.
En avril 2011 sort leur deuxième album, Finis Terrae. Pour l'album, le groupe fait usage d'autres langues comme l'arabe et le sanskrit. En décembre 2011, Mr. Alphavarg quitte le groupe pour la deuxième fois. Le 29 mars 2012, le groupe annonce sa séparation officielle à cause de divergences d'opinions.

## Membres
- Alphavarg - chant
- Hrim - guitare solo
- Fora - guitare rythmique
- Galt - batterie
- Aoife - violon
- Alex - basse

## Discographie
- 2005 : Kveldriður (EP)
- 2007 : Strange Rumours… Distant Tremors
- 2011 : Finis Terrae